# Громадяни у гніві
«Громадя́ни у гні́ві» (нім. Bürger in Wut) — колишня право-консервативна політична партія в Федеративній Республіці Німеччина. Заснована в березні 2004 року в Бремені. Голова партії — Ян Тімке. Спадкоємиця політичної партії — Партія наступу закону і порядку. Представлена в Бременському земельному ландтазі. Ідеологія — демократія, консерватизм. Виступає проти засилля бюрократії в органах влади. В німецьких лівих виданнях позиціонується як «право-популістська» партія.